# کیشلابئی (گوینوجک)
کیشلابئی (به ترکی استانبولی: Kışlabeyi) یک منطقهٔ مسکونی در ترکیه است که در گوینوجک واقع شده‌است.